# デノミナツィオーネ・ディ・オリージネ・コントロッラータ
デノミナツィオーネ・ディ・オリージネ・コントロッラータ （伊: Denominazione di Origine Controllata、DOC）は、イタリアで用いられている、食料品（主としてワイン）に対する原産地認定（地理的表示）である。
名称は、イタリア語で「原産地統制呼称」といった意味である。略称で通称の「DOC （D.O.C. とも略表記される）」は、ディーオーシー、ドック、ドクなどと読まれる。

## 概要
1963年、フランスの「アペラシオン・ドリジーヌ・コントロレ（AOC）」に倣って制定され、41の産地名がリストされている。1992年には、同目的のEU法である「原産地名称保護制度」に準拠するよう、改定が行われた。

## D.O.C. ワイン
イタリア全州でD.O.C. ワインが生産されている。イタリアワインにおいて、D.O.C.で指定された名称を名乗る場合は、法律で決められた地域、製法などを守る必要がある。
イタリアワインの産地認定制度としては、DOCの上位に、「デノミナツィオーネ・ディ・オリージネ・コントロッラータ・エ・ガランティータ（DOCG）」（保証つき統制原産地呼称）がある。
| 名前（日本語） | 名前（イタリア語） | 産地                                             |
| --- | --- | ------------------------------------------------ |
| アスプリーニオ・ディ・アヴェルサ | Asprinio di Aversa | カンパーニア州                                   |
| アティーナ | Atina | ラツィオ州                                       |
| アプリーリア | Aprilia | ラツィオ州                                       |
| アリアーニコ・デル・タブルノ | Aglianico del Taburno | カンパーニア州                                   |
| アリアーニコ・デル・ヴルトゥーレ | Aglianico del Vulture | バジリカータ州                                   |
| アルカモ | Alcamo | シチリア州                                       |
| アルゲーロ | Alghero | サルデーニャ州                                   |
| アルコレ | Arcole | ヴェネト州                                       |
| アルタ・ランガ | Alta Langa | ピエモンテ州                                     |
| アルト・アーディジェ | Alto Adige | トレンティーノ＝アルト・アディジェ州             |
| アルブニャーノ | Albugnano | ピエモンテ州                                     |
| アルボレーア | Arborea | サルデーニャ州                                   |
| アレアーティコ・ディ・グラードリ | Aleatico di Gradoli | ラツィオ州                                       |
| アレアーティコ・ディ・プーリア | Aleatico di Puglia | プッリャ州                                       |
| アレーツィオ | Alezio | プッリャ州                                       |
| アンソーニカ・コスタ・デル・アルジェンタリオ | Ansonica Costa dell'Argentario | トスカーナ州                                     |
| アヴェルサ | Aversa | カンパーニア州                                   |
| イスキア | Ischia | カンパーニア州                                   |
| イルピーナ | Irpina | カンパーニア州                                   |
| イ・テッレーニ・ディ・サン・セヴェリーノ | I Terreni di San Severino | マルケ州                                         |
| ヴァッレ・ダオスタ | Valle d'Aosta | ヴァッレ・ダオスタ州                             |
| ヴァルカレーピオ | Valcalepio | ロンバルディア州                                 |
| ヴァルスーザ | Valsusa | ピエモンテ州                                     |
| ヴァルダーディジェ | Valdadige | トレンティーノ＝アルト・アディジェ州、ヴェネト州 |
| ヴァルダーディジェ・テッラデイフォルティ、 または テッラデイフォルティ | Valdadige Terradeiforti、 または Terradeiforti                                                                                              | トレンティーノ＝アルト・アディジェ州、ヴェネト州 |
| ヴァルテッリーナ・ロッソ、 または ロッソ・ディ・ヴァルテッリーナ | Valtellina Rosso、 または Rosso di Valtellina                                                                                               | ロンバルディア州                                 |
| ヴァルディキアーナ | Valdichiana | トスカーナ州                                     |
| ヴァルポリチェッラ | Valpolicella | ヴェネト州                                       |
| ヴァル・ダルビア | Val d'Arbia | トスカーナ州                                     |
| ヴァル・ディ・コルニア | Val di Cornia | トスカーナ州                                     |
| ヴァル・ポルチェーヴェラ | Val Polcevera | リグーリア州                                     |
| ヴィチェンツァ | Vicenza | ヴェネト州                                       |
| ヴィットーリア | Vittoria | シチリア州                                       |
| ヴィニャネッロ | Vignanello | ラツィオ州                                       |
| ヴィン・サント・ディ・モンテプルチャーノ | Vin Santo di Montepulciano | トスカーナ州                                     |
| ヴィン・サント・デル・キャンティ | Vin Santo del Chianti | トスカーナ州                                     |
| ヴィン・サント・デル・キャンティ・クラッシコ | Vin Santo del Chianti Classico | トスカーナ州                                     |
| ヴィーニ・デル・ピアーヴェ、 または ピアーヴェ | Vini del Piave、 または Piave | ヴェネト州                                       |
| ヴェスーヴィオ | Vesuvio | カンパーニア州                                   |
| ヴェッレトリ | Velletri | ラツィオ州                                       |
| ヴェルディッキオ・ディ・マテーリカ | Verdicchio di Matelica | マルケ州                                         |
| ヴェルディッキオ・デイ・カステッリ・ディ・イェージ | Verdicchio dei castelli di Jesi | マルケ州                                         |
| ヴェルドゥーノ・ペラヴェルガ、 または ヴェルドゥーノ | Verduno Pelaverga、 または Verduno | ピエモンテ州                                     |
| ヴェルナッチャ・ディ・オリスターノ | Vernaccia di Oristano | サルデーニャ州                                   |
| ヴェルビカーロ | Verbicaro | カラブリア州                                     |
| ヴェルメンティーノ・ディ・サルデーニャ | Vermentino di Sardegna | サルデーニャ州                                   |
| エシーノ | Esino | マルケ州                                         |
| エスト! エスト!! エスト!!! ディ・モンテフィアスコーネ | Est! Est!! Est!!! di Montefiascone | ラツィオ州                                       |
| エトナ | Etna | シチリア州                                       |
| エルバ | Elba | トスカーナ州                                     |
| エルバルーチェ・ディ・カルーゾ、 または カルーゾ | Erbaluce di Caluso、 または Caluso | ピエモンテ州                                     |
| エローロ | Eloro | シチリア州                                       |
| エーリチェ | Elice | シチリア州                                       |
| オストゥーニ | Ostuni | プッリャ州                                       |
| オルタ・ノーヴァ | Orta Nova | プッリャ州                                       |
| オルチャ | Orcia | トスカーナ州                                     |
| オルトレポー・パヴェーゼ | Oltrepò Pavese | ロンバルディア州                                 |
| オルヴィエート | Orvieto | ウンブリア州、ラツィオ州                         |
| カステッリ・ロマーニ | Castelli Romani | ラツィオ州                                       |
| カステッレール | Casteller | トレンティーノ＝アルト・アディジェ州             |
| カステル・サン・ロレンツォ | Castel San Lorenzo | カンパーニア州                                   |
| カステル・デル・モンテ | Castel del monte | プッリャ州                                       |
| カッチェ・ンミッテ・ディ・ルチェーラ | Cacc'e mmitte di Lucera | プッリャ州                                       |
| カナヴェーゼ | Canavese | ピエモンテ州                                     |
| カニィーナ・ディ・ロマーニャ | Cagnina di Romagna | エミリア＝ロマーニャ州                           |
| カパルビオ | Capalbio | トスカーナ州                                     |
| カプリ | Capri | カンパーニア州                                   |
| カプリアーノ・デル・コッレ | Capriano del Colle | ロンバルディア州                                 |
| カリニャーノ・デル・スルチス | Carignano del sulcis | サルデーニャ州                                   |
| カルソ | Carso | フリウリ＝ヴェネツィア・ジュリア州               |
| カレーマ | Carema | ピエモンテ州                                     |
| カンディア・デイ・コッリ・アプアーニ | Candia dei Colli Apuani | トスカーナ州                                     |
| カンノナーウ・ディ・サルデーニャ | Cannonau di Sardegna | サルデーニャ州                                   |
| カンピダーノ・ディ・テッラルバ、 または テッラルバ | Campidano di Terralba、 または Terralba | サルデーニャ州                                   |
| カンピ・フレグレイ | Campi Flegrei | カンパーニア州                                   |
| ガッルッチョ | Galluccio | カンパーニア州                                   |
| ガビアーノ | Gabiano | ピエモンテ州                                     |
| ガラティーナ | Galatina | プッリャ州                                       |
| ガルダ | Garda | ヴェネト州、ロンバルディア州                     |
| ガルダ・コッリ・マントヴァーニ | Garda Colli Mantovani | ロンバルディア州                                 |
| ガンベッラーラ | Gambellara | ヴェネト州                                       |
| グアルディア・サンフラモンディ、 または グアルディオーロ | Guardia Sanframondi、 または Guardiolo | カンパーニア州                                   |
| グラヴィーナ | Gravina | プッリャ州                                       |
| グリニョリーノ・ダスティ | Grignolino d'Asti | ピエモンテ州                                     |
| グリニョリーノ・デル・モンフェッラート・カザレーゼ | Grignolino del Monferrato Casalese | ピエモンテ州                                     |
| グレーコ・ディ・ビアンコ | Greco di Bianco | カラブリア州                                     |
| コスタ・ダマルフィ | Costa d'Amalfi | カンパーニア州                                   |
| コステ・デッラ・セージア | Coste della Sesia | ピエモンテ州                                     |
| コッリオ・ゴリツィアーノ、 または コッリオ | Collio Goriziano、 または Collio | フリウリ＝ヴェネツィア・ジュリア州               |
| コッリ・アメリーニ | Colli Amerini | ウンブリア州                                     |
| コッリ・アルトティベリーニ | Colli Altotiberini | ウンブリア州                                     |
| コッリ・アルバーニ | Colli Albani | ラツィオ州                                       |
| コッリ・エウガネイ | Colli euganei | ヴェネト州                                       |
| コッリ・エトルスキ・ヴィテルベージ | Colli Etruschi Viterbesi | ラツィオ州                                       |
| コッリ・オリエンターリ・デル・フリウーリ | Colli Orientali del Friuli | フリウリ＝ヴェネツィア・ジュリア州               |
| コッリ・ディ・イーモラ | Colli di Imola | エミリア＝ロマーニャ州                           |
| コッリ・ディ・コネリアーノ | Colli di Conegliano | ヴェネト州                                       |
| コッリ・ディ・スカンディアーノ・エ・ディ・カノッサ | Colli di Scandiano e di Canossa | エミリア＝ロマーニャ州                           |
| コッリ・ディ・パルマ | Colli di Parma | エミリア＝ロマーニャ州                           |
| コッリ・ディ・ファエンツァ | Colli di Faenza | エミリア＝ロマーニャ州                           |
| コッリ・ディ・リーミニ | Colli di Rimini | エミリア＝ロマーニャ州                           |
| コッリ・ディ・ルーニ | Colli di Luni | リグーリア州                                     |
| コッリ・デッラ・サビーナ | Colli della Sabina | ラツィオ州                                       |
| コッリ・デッレトルリア・チェントラーレ | Colli dell'Etruria Centrale | トスカーナ州                                     |
| コッリ・デル・トラジメーノ、 または トラジメーノ | Colli del Trasimeno、 または Trasimeno | ウンブリア州                                     |
| コッリ・トルトネージ | Colli Tortonesi | ピエモンテ州                                     |
| コッリ・ピアチェンティーニ | Colli Piacentini | エミリア＝ロマーニャ州                           |
| コッリ・ベリーチ | Colli Berici | ヴェネト州                                       |
| コッリ・ペザレージ | Colli Pesaresi | マルケ州                                         |
| コッリ・ペルジーニ | Colli Perugini | ウンブリア州                                     |
| コッリ・ボロニェージ | Colli Bolognesi | エミリア＝ロマーニャ州                           |
| コッリ・ボロニェージ・クラッシコ・ピニョレット | Colli Bolognesi Classico Pignoletto | エミリア＝ロマーニャ州                           |
| コッリ・マチェラテージ | Colli Maceratesi | マルケ州                                         |
| コッリ・マルターニ | Colli Martani | ウンブリア州                                     |
| コッリ・ラヌヴィーニ | Colli Lanuvini | ラツィオ州                                       |
| コッリ・ロマーニャ・チェントラーレ | Colli Romagna Centrale | エミリア＝ロマーニャ州                           |
| コッリーナ・トリネーゼ | Collina Torinese | ピエモンテ州                                     |
| コッリーネ・サルッツェージ | Colline Saluzzesi | ピエモンテ州                                     |
| コッリーネ・ディ・レヴァント | Colline di Levanto | リグーリア州                                     |
| コッリーネ・ノヴァレージ | Colline Novaresi | ピエモンテ州                                     |
| コッリーネ・ルッケージ | Colline Lucchesi | トスカーナ州                                     |
| コネリアーノ・ヴァルドッビアーデネ | Conegliano Valdobbiadene | ヴェネト州                                       |
| コペルティーノ | Copertino | プッリャ州                                       |
| コルティ・ベネデッティーネ・デル・パドヴァーノ | Corti Benedettine del Padovano | ヴェネト州                                       |
| コルテーゼ・デッラルト・モンフェッラート | Cortese dell'Alto Monferrato | ピエモンテ州                                     |
| コルトーナ | Cortona | トスカーナ州                                     |
| コンテア・ディ・スクラファーニ | Contea di Sclafani | シチリア州                                       |
| コンテッサ・エンテッリーナ | Contessa Entellina | シチリア州                                       |
| コントログエッラ | Controguerra | アブルッツォ州                                   |
| コーリ | Cori | ラツィオ州                                       |
| ゴルフォ・デル・ティグッリオ | Golfo del Tigullio | リグーリア州                                     |
| サラパルータ | Salaparuta | シチリア州                                       |
| サリーチェ・サレンティーノ | Salice Salentino | プッリャ州                                       |
| サルデーニャ・セミダーノ | Sardegna Semidano | サルデーニャ州                                   |
| サンジョヴェーゼ・ディ・ロマーニャ | Sangiovese di Romagna | エミリア＝ロマーニャ州                           |
| サンタンティモ | Sant'Antimo | トスカーナ州                                     |
| サンタンナ・ディ・イーゾラ・カーポ・リッツート | Sant'Anna di Isola Capo Rizzuto | カラブリア州                                     |
| サンタ・マルゲリータ・ディ・ベーリチェ | Santa Margherita di Belice | シチリア州                                       |
| サンターガタ・デ・ゴーティ、 または サンターガタ・デイ・ゴーティ | Sant'Agata de Goti、 または Sant'Agata dei Goti                                                                                             | カンパーニア州                                   |
| サンニオ | Sannio | カンパーニア州                                   |
| サンブーカ・ディ・シチーリア | Sambuca di Scilia | シチリア州                                       |
| サン・コロンバーノ・アル・ランブロ、 または サン・コロンバーノ | San Colombano al Lambro、 または San Colombano                                                                                              | ロンバルディア州                                 |
| サン・ジネージオ | San Ginesio | マルケ州                                         |
| サン・ジミニャーノ | San Gimignano | トスカーナ州                                     |
| サン・セヴェーロ | San Severo | プッリャ州                                       |
| サン・マルティーノ・デッラ・バッターリア | San Martino della Battaglia | ヴェネト州、ロンバルディア州                     |
| サン・ヴィート・ディ・ルッツィ | San Vito di Luzzi | カラブリア州                                     |
| サヴート | Savuto | カラブリア州                                     |
| シッツァーノ | Sizzano | ピエモンテ州                                     |
| シャッカ | Sciacca | シチリア州                                       |
| ジェナッツァーノ | Genazzano | ラツィオ州                                       |
| ジョイア・デル・コッレ | Gioia del Colle | プッリャ州                                       |
| ジーロ・ディ・カリアリ | Girò di Cagliari | サルデーニャ州                                   |
| スカンツォ、 または モスカート・ディ・スカンツォ | Scanzo、 または Moscato di Scanzo | ロンバルディア州                                 |
| スカヴィーニャ | Scavigna | カラブリア州                                     |
| スクィンツァーノ | Squinzano | プッリャ州                                       |
| ストレーヴィ | Strevi | ピエモンテ州                                     |
| セッラペトローナ | Serrapetrona | マルケ州                                         |
| ソアーヴェ | Soave | ヴェネト州                                       |
| ソロパーカ | Solopaca | カンパーニア州                                   |
| ソヴァーナ | Sovana | トスカーナ州                                     |
| タルクィーニア | Tarquinia | ラツィオ州                                       |
| チェザネーゼ・ディ・アッフィーレ、 または アッフィーレ | Cesanese di Affile、 または Affile | ラツィオ州                                       |
| チェザネーゼ・ディ・オレーヴァノ・ロマーノ | Cesanese di Olevano Romano | ラツィオ州                                       |
| チェザネーゼ・デル・ピリオ | Cesanese del Piglio | ラツィオ州                                       |
| チェッラーティカ | Cellatica | ロンバルディア州                                 |
| チェルヴェーテリ | Cerveteri | ラツィオ州                                       |
| チステルナ・ダスティ | Cisterna d'Asti | ピエモンテ州                                     |
| チルチェーオ | Circeo | ラツィオ州                                       |
| チレント | Cilento | カンパーニア州                                   |
| チロ | Cirò | カラブリア州                                     |
| チンクエ・テッレ | Cinque Terre | リグーリア州                                     |
| ヅァガローロ | Zagarolo | ラツィオ州                                       |
| テッラーティコ・ディ・ビッボーナ | Terratico di Bibbona | トスカーナ州                                     |
| テッレ・ディ・カゾーレ | Terre di Casole | トスカーナ州                                     |
| テッレ・ディ・フランチャコルタ | Terre di Franciacorta | ロンバルディア州                                 |
| テッレ・デッラルタ・ヴァル・ダグリ | Terre dell'Alta Val d'Agri | バジリカータ州                                   |
| テロルデゴ・ロタリアーノ | Teroldego Rotaliano | トレンティーノ＝アルト・アディジェ州             |
| デーリア・ニヴォレッリ | Delia Nivolelli | シチリア州                                       |
| トルジャーノ | Torgiano | ウンブリア州                                     |
| トレッビアーノ・ダブルッツォ | Trebbiano d'Abruzzo | アブルッツォ州                                   |
| トレッビアーノ・ディ・ロマーニャ | Trebbiano di Romagna | エミリア＝ロマーニャ州                           |
| トレンティーノ | Trentino | トレンティーノ＝アルト・アディジェ州             |
| トレント | Trento | トレンティーノ＝アルト・アディジェ州             |
| ドルチェット・ダスティ | Dolcetto d'Asti | ピエモンテ州                                     |
| ドルチェット・ダックイ | Dolcetto d'Acqui | ピエモンテ州                                     |
| ドルチェット・ダルバ | Dolcetto d'Alba | ピエモンテ州                                     |
| ドルチェット・ディ・オヴァーダ | Dolcetto di Ovada | ピエモンテ州                                     |
| ドルチェット・ディ・ディアーノ・ダルバ、 または ディアーノ | Dolcetto di Diano d'Alba、 または Diano | ピエモンテ州                                     |
| ドルチェット・ディ・ドリアーニ | Dolcetto di Dogliani | ピエモンテ州                                     |
| ドルチェット・デッレ・ランゲ・モンレガレージ | Dolcetto delle Langhe Monregalesi | ピエモンテ州                                     |
| ドンニーチ | Donnici | カラブリア州                                     |
| ナスコ・ディ・カリアリ | Nasco di Cagliari | サルデーニャ州                                   |
| ナルド | Nardò | プッリャ州                                       |
| ヌラーグス・ディ・カリアリ | Nuragus di Cagliari | サルデーニャ州                                   |
| ネットゥーノ | Nettuno | ラツィオ州                                       |
| ネッビオーロ・ダルバ | Nebbiolo d'Alba | ピエモンテ州                                     |
| バニョーリ、 または バニョーリ・ディ・ソープラ | Bagnoli、 または Bagnoli di Sopra | ヴェネト州                                       |
| バルコ・レアーレ・ディ・カルミニャーノ、 または ロザート・ディ・カルミニャーノ、 または ヴィン・サント・ディ・カルミニャーノ、 または ヴィン・サント・ディ・カルミニャーノ・オッキオ・ディ・ペルニーチェ | Barco Reale di Carmignano、 または Rosato di Carmignano、 または Vin Santo di Carmignano、 または Vin Santo di Carmignano Occhio di Pernice | トスカーナ州                                     |
| バルドリーノ | Bardolino | ヴェネト州                                       |
| バルベーラ・ダスティ | Barbera d'Asti | ピエモンテ州                                     |
| バルベーラ・ダルバ | Barbera d'Alba | ピエモンテ州                                     |
| バルベーラ・デル・モンフェッラート | Barbera del Monferrato | ピエモンテ州                                     |
| パガデビット・ディ・ロマーニャ | Pagadebit di Romagna | エミリア＝ロマーニャ州                           |
| パッリーナ | Parrina | トスカーナ州                                     |
| ビアンケッロ・デル・メタウロ | Bianchello del Metauro | マルケ州                                         |
| ビアンコ・カペーナ | Bianco Capena | ラツィオ州                                       |
| ビアンコ・ディ・クストーツァ、 または クストーツァ | Bianco di Custoza、 または Custoza | ヴェネト州                                       |
| ビアンコ・ディ・ピティリアーノ | Bianco di Pitigliano | トスカーナ州                                     |
| ビアンコ・デッラ・ヴァルディニエーヴォレ | Bianco della Valdinievole | トスカーナ州                                     |
| ビアンコ・デッレンポレーゼ | Bianco dell' Empolese | トスカーナ州                                     |
| ビアンコ・ピサーノ・ディ・サン・トルペ | Bianco Pisano di San Torpè | トスカーナ州                                     |
| ビフェルノ | Biferno | モリーゼ州                                       |
| ビヴォンジ | Bivongi | カラブリア州                                     |
| ピエモンテ | Piemonte | ピエモンテ州                                     |
| ピネロネーゼ | Pinerolese | ピエモンテ州                                     |
| ファレルノ・デル・マッシコ | Falerno del Massico | カンパーニア州                                   |
| ファレーリオ・デイ・コッリ・アスコラーニ、 または ファレーリオ | Falerio dei Colli Ascolani、 または Falerio                                                                                                 | マルケ州                                         |
| ファーラ | Fara | ピエモンテ州                                     |
| ファーロ | Faro | シチリア州                                       |
| フラスカーティ | Frascati | ラツィオ州                                       |
| フリウーリ-アンニア | Friuli-Annia | フリウリ＝ヴェネツィア・ジュリア州               |
| フリウーリ・アクイレーイア | Friuli Aquileia | フリウリ＝ヴェネツィア・ジュリア州               |
| フリウーリ・イゾンツォ、 または イゾンツォ・デル・フリウーリ | Friuli Isonzo、 または Isonzo del Friuli | フリウリ＝ヴェネツィア・ジュリア州               |
| フリウーリ・グラーヴェ | Friuli Grave | フリウリ＝ヴェネツィア・ジュリア州               |
| フリウーリ・ラティザーナ | Friuli Latisana | フリウリ＝ヴェネツィア・ジュリア州               |
| フレイザ・ダスティ | Freisa d'Asti | ピエモンテ州                                     |
| フレイザ・ディ・キエーリ | Freisa di Chieri | ピエモンテ州                                     |
| ブラマテッラ | Bramaterra | ピエモンテ州                                     |
| ブリンディジ | Brindisi | プッリャ州                                       |
| ブレガンツェ | Breganze | ヴェネト州                                       |
| プリミティーヴォ・ディ・マンドゥーリア | Primitivo di Manduria | プッリャ州                                       |
| プロセッコ・ディ・コネリアーノ・ヴァルドッビアデーネ | Prosecco di Conegliano Valdobbiadene | ヴェネト州                                       |
| ペニーゾラ・ソッレンティーナ | Penisola Sorrentina | カンパーニア州                                   |
| ペルゴラ | Pergola | マルケ州                                         |
| ペントロ・ディ・イゼルニア、 または ペントロ | Pentro di Isernia、 または Pentro | モリーゼ州                                       |
| ボスコ・エリチェオ | Bosco Eliceo | エミリア＝ロマーニャ州                           |
| ボッティチーノ | Botticino | ロンバルディア州                                 |
| ボルゲリ・サッシカイア | Bolgheri Sassicaia | トスカーナ州                                     |
| ボーカ | Boca | ピエモンテ州                                     |
| ポッリーノ | Pollino | カラブリア州                                     |
| ポミーノ | Pomino | トスカーナ州                                     |
| ポルナッシオ、 または オルメアスコ・ディ・ポルナッシオ | Pornassio、 または Ormeasco di Pornassio | リグーリア州                                     |
| マティーノ | Matino | プッリャ州                                       |
| マテーラ | Matera | バジリカータ州                                   |
| マメルティーノ・ディ・ミラッツォ、 または マメルティーノ | Mamertino di Milazzo、 または Mamertino | シチリア州                                       |
| マリーノ | Marino | ラツィオ州                                       |
| マルサーラ | Marsala | シチリア州                                       |
| マルティーナ、 または マルティーナ・フランカ | Martina、 または Martina Franca | プッリャ州                                       |
| マルヴァジーア・ディ・カステルヌオーヴォ・ドン・ボスコ | Malvasia di Castelnuovo don Bosco | ピエモンテ州                                     |
| マルヴァジーア・ディ・カゾルツォ・ダスティ | Malvasia di Casorzo d'Asti | ピエモンテ州                                     |
| マルヴァジーア・ディ・カリアリ | Malvasia di Cagliari | サルデーニャ州                                   |
| マルヴァジーア・ディ・ボーサ | Malvasia di Bosa | サルデーニャ州                                   |
| マルヴァジーア・デッレ・リーパリ | Malvasia delle Lipari | シチリア州                                       |
| マンドロリサイ | Mandrolisai | サルデーニャ州                                   |
| メリッサ | Melissa | カラブリア州                                     |
| メルラーラ | Merlara | ヴェネト州                                       |
| メンフィ | Menfi | シチリア州                                       |
| モスカデッロ・ディ・モンタルチーノ | Moscadello di Montalcino | トスカーナ州                                     |
| モスカート・ディ・カリアリ | Moscato di Cagliari | サルデーニャ州                                   |
| モスカート・ディ・サルデーニャ | Moscato di Sardegna | サルデーニャ州                                   |
| モスカート・ディ・シラクーザ | Moscato di Siracusa | シチリア州                                       |
| モスカート・ディ・ソルソ-センノーリ | Moscato di Sorso-Sennori | サルデーニャ州                                   |
| モスカート・ディ・トラーニ | Moscato di Trani | プッリャ州                                       |
| モスカート・ディ・ノート、 または モスカート・ディ・ノート・ナトゥラーレ | Moscato di Noto、 または Moscato di Noto Naturale                                                                                           | シチリア州                                       |
| モスカート・ディ・パンテッレリーア | Moscato di Pantelleria | シチリア州                                       |
| モリーゼ、 または デル・モリーゼ | Molise、 または Del Molise | モリーゼ州                                       |
| モンテカルロ | Montecarlo | トスカーナ州                                     |
| モンテクッチョ | Montecuccio | トスカーナ州                                     |
| モンテコンパトリ・コロンナ、 または コロンナ | Montecompatri Colonna、 または Colonna | ラツィオ州                                       |
| モンテスクーダイオ | Montescudaio | トスカーナ州                                     |
| モンテッロ・エ・コッリ・アゾラーニ | Montello e Colli Asolani | ヴェネト州                                       |
| モンテファルコ | Montefalco | ウンブリア州                                     |
| モンテプルチャーノ・ダブルッツォ | Montepulciano d'Abruzzo | アブルッツォ州                                   |
| モンテレージョ・ディ・マッサ・マリッティマ | Monteregio di Massa Marittima | トスカーナ州                                     |
| モンフェッラート | Monferrato | ピエモンテ州                                     |
| モンレアーレ | Monreale | シチリア州                                       |
| モーニカ・ディ・カリアリ | Monica di Cagliari | サルデーニャ州                                   |
| モーニカ・ディ・サルデーニャ | Monica di Sardegna | サルデーニャ州                                   |
| ラメツィア | Lamezia | カラブリア州                                     |
| ランゲ | Langhe | ピエモンテ州                                     |
| ランブルスコ・グラスパロッサ・ディ・カステルヴェトロ | Lambrusco Grasparossa di Castelvetro | エミリア＝ロマーニャ州                           |
| ランブルスコ・サラミーノ・ディ・サンタ・クローチェ | Lambrusco Salamino di Santa Croce | エミリア＝ロマーニャ州                           |
| ランブルスコ・ディ・ソルバーラ | Lambrusco di Sorbara | エミリア＝ロマーニャ州                           |
| ランブルスコ・マントヴァーノ | Lambrusco Mantovano | ロンバルディア州                                 |
| ラクリマ・ディ・モッロ・ダルバ、 または ラクリマ・ディ・モッロ | Lacrima di Morro d'Alba、 または Lacrima di Morro                                                                                           | マルケ州                                         |
| ラーゴ・ディ・カルダーロ、 または カルダーロ | Lago di Caldaro、 または Caldaro | トレンティーノ＝アルト・アディジェ州             |
| ラーゴ・ディ・コルバーラ | Lago di Corbara | ウンブリア州                                     |
| リエージ | Riesi | シチリア州                                       |
| リゾン=プラマッジョーレ | Lison-Pramaggiore | フリウリ＝ヴェネツィア・ジュリア州、ヴェネト州   |
| リッツァーノ | Lizzano | プッリャ州                                       |
| リヴィエラ・デル・ガルダ・ブレシャーノ、ガルダ | Riviera del Garda Bresciano/Garda | ロンバルディア州                                 |
| リヴィエーラ・デル・ブレンタ | Riviera del Brenta | ヴェネト州                                       |
| リヴィエーラ・リーグレ・ディ・ポネンテ | Riviera Ligure di Ponente | リグーリア州                                     |
| ルガーナ | Lugana | ヴェネト州、ロンバルディア州                     |
| ルケ・ディ・カスタニョーレ・モンフェッラート | Ruchè di Castagnole Monferrato | ピエモンテ州                                     |
| ルビーノ・ディ・カンタヴェンナ | Rubino di Cantavenna | ピエモンテ州                                     |
| レッジャーノ | Reggiano | エミリア＝ロマーニャ州                           |
| レッソーナ | Lessona | ピエモンテ州                                     |
| レヴァラーノ | Leverano | プッリャ州                                       |
| レーノ | Reno | エミリア＝ロマーニャ州                           |
| ロアッツォーロ | Loazzolo | ピエモンテ州                                     |
| ロコロトンド | Locorotondo | プッリャ州                                       |
| ロッセーゼ・ディ・ドルチェアックア、ドルチェアックア | Rossese di Dolceacqua/Dolceacqua | リグーリア州                                     |
| ロッソ・カノーサ | Rosso Canosa | プッリャ州                                       |
| ロッソ・コーネロ | Rosso Conero | マルケ州                                         |
| ロッソ・ディ・カリニョーラ | Rosso di Cerignola | プッリャ州                                       |
| ロッソ・ディ・モンタルチーノ | Rosso di Montalcino | トスカーナ州                                     |
| ロッソ・ディ・モンテプルチャーノ | Rosso di Montepulciano | トスカーナ州                                     |
| ロッソ・バルレッタ | Rosso Barletta | プッリャ州                                       |
| ロッソ・ピチェーノ | Rosso Piceno | マルケ州                                         |
| ロマーニャ・アルバーナ・スプマンテ | Romagna Albana Spumante | エミリア＝ロマーニャ州                           |